# Molí Nou (Alforja)
Molí Nou és una obra d'Alforja (Baix Camp) inclosa a l'Inventari del Patrimoni Arquitectònic de Catalunya.

## Descripció
Molí situat a la zona coneguda com los Molinassos, de l'Alforja, on se situaven en origen també el Molí Vell i el Molí d'en Mig (d'aquest últim, no es conserva res).
Estructura arquitectònica paredada, en l'actualitat parcialment enderrocada. També es troben restes de la bassa i del cacau.

## Història
Fitxa F30 Agents Rurals: 2014.
Alta l'IPAC- VRA